# هجوم فندق باماكو 2015
يوم 20 نوفمبر 2015، حدث إطلاق نار واحتجاز رهائن في فندق راديسون بلو في باماكو، عاصمة مالي وأكبر مدنها. أقل ما فيها أنه تم الإبلاغ عن 27 شخصا لقوا مصرعهم قبل مداهمت القوات الخاصة للفندق واطلاق سراح الرهائن على قيد الحياة.المرابطون وهي جماعة جهادية أفريقية تابعة لتنظيم القاعدة، أعلنت مسؤوليتها عن الهجوم على تويتر، على الرغم من أنه لم يتم التحقق بعد من ادعائها. الفندق، الذي تديره مجموعة فنادق ريزيدور كارلسون، كان من المعروفين على نطاق واسع ليكون واحدا من أكثر الفنادق شعبية للزوار الغربيين إلى باماكو.

## ردود أفعال
- تركيا قال مسؤول حكومي تركي إنه يوجد ستة أفراد من العاملين في الخطوط الجوية التركية ثيوس آي.إس. بين المحتجزين في الفندق الذي هاجمه المسلحون في باماكو.[14]
- فرنسا متحدث باسم قوات الأمن الفرنسية إن خمسين عنصرا من ضباط مكافحة «الإرهاب» سيسافرون فورا إلى باماكو لمتابعة عملية احتجاز الرهائن.[15]
- مالي قرر الرئيس المالي إبراهيم أبو بكر كيتا قطع زيارته إلى تشاد -حيث يحضر قمة دول الساحل الخمس- والعودة إلى باماكو.
- المملكة المتحدة نصحت وزارة الخارجية في المملكة المتحدة الرعايا البريطانيين على البقاء في منازلهم واتباع تعليمات السلطات المحلية.[16]
- أستراليا نفس الشيء مع أستراليا، التي نصحت مواطنيها بعدم السفر إلى مالي ونصح هؤلاء في البلاد إلى مغادرة.[17]
- الولايات المتحدة حثت السفارة الأميركية الأميركيين على مأوى في مكان، اتبع التعليمات والاتصال بأسرهم.[18]

## الضحايا
| الجنسية          | الوفيات |
| ---------------- | ------- |
| الولايات المتحدة | 1       |
| مالي             | 2       |
| بلجيكا           | 2       |
| إسرائيل          | 1       |
| روسيا            | 6       |
| الصين            | 3       |
| مجهول            | 12      |
| المجموع          | 27      |